# Gerda Weissmann-Klein

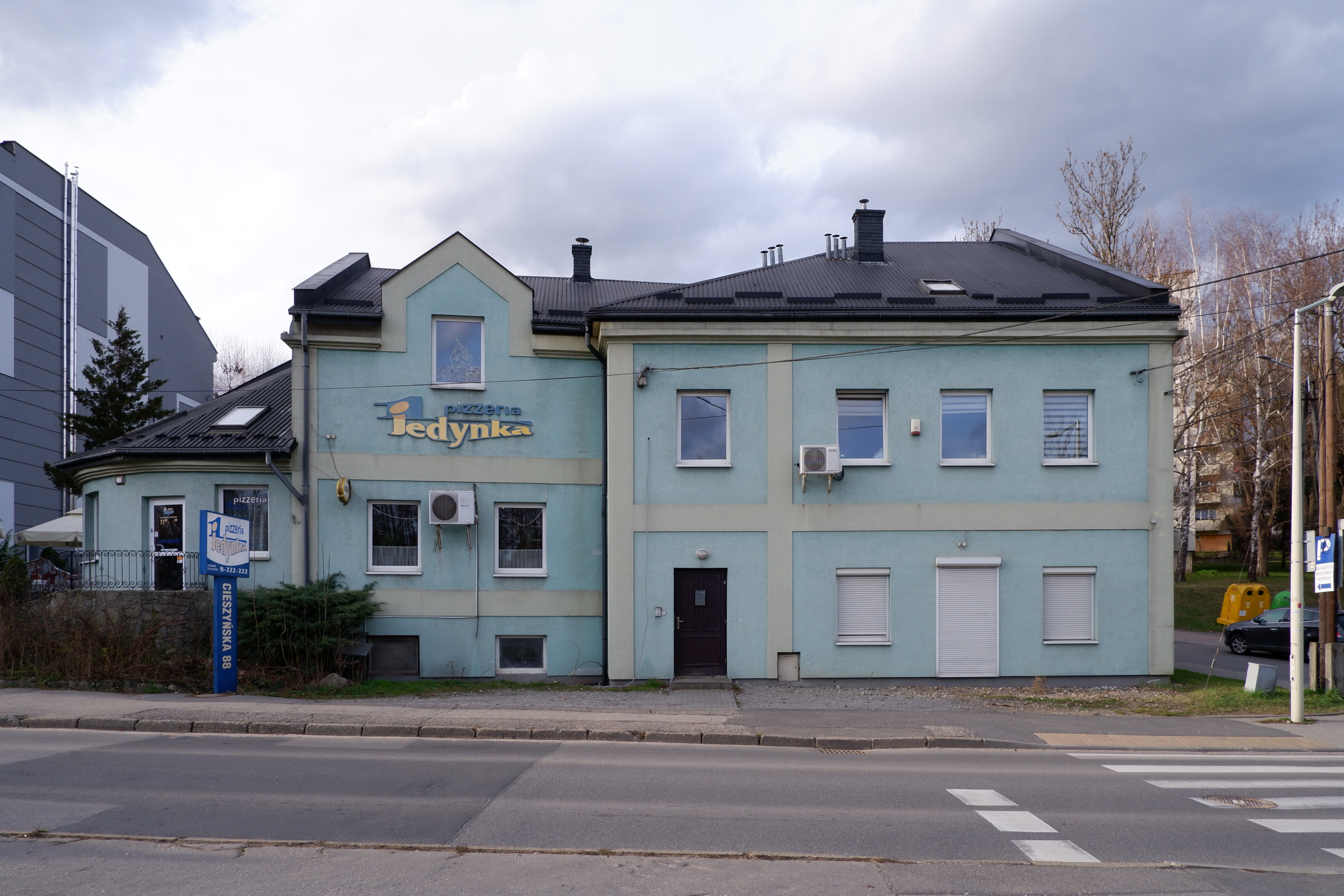
Dom rodzinny Gerdy Weissmann-Klein, obecny adres: Cieszyńska 88 (budynek został znacznie przebudowany)

Gerda Weissmann-Klein (ur. 8 maja 1924 w Bielsku, zm. 3 kwietnia 2022 w Phoenix) – amerykańska działaczka społeczna, aktywistka praw człowieka, pisarka i mówczyni żydowskiego pochodzenia, ocalała z Holocaustu.

## Losy podczas II wojny światowej
Weissmann urodziła się w połowie lat 20. w należącym do Polski śląskim Bielsku (dziś Bielsko-Biała); jej ojciec Julius kierował fabryką futer, matka Helene zajmowała się domem. Jej życie zmieniło się, gdy 3 września 1939 r. do miasta wkroczyły wojska niemieckie, a zaniedługo stało się ono częścią III Rzeszy. Ojciec Gerdy, Julius, dopiero co przeszedł zawał serca i z tego powodu rodzina wbrew namowom postanowiła pozostać w Bielsku.
Wkrótce Weissmannowie zostali zmuszeni do zamieszkania w piwnicy własnego domu, a na przełomie 1941 i 1942 roku przesiedlono ich do wydzielonego we wschodniej części miasta getta otwartego. Po jego likwidacji rodzice Gerdy wysłani zostali do Auschwitz, ją samą zaś skierowano do obozu przejściowego, a stamtąd do Groß-Rosen. Przebywała w czterech jego podobozach: Bolkenhain (Bolków), Märzdorf (Marciszów), Landeshut (Kamienna Góra) oraz Grünberg (Zielona Góra).
29 stycznia 1945 r. wraz z grupą 4000 kobiet wyruszyła w 350-kilometrowy marsz śmierci przez Saksonię i Czechy, w czasie którego większość więźniarek zmarła z głodu, zimna i w wyniku nazistowskiego bestialstwa. Wtedy zginęła najlepsza przyjaciółka Gerdy, Ilse.
Weissmann została uwolniona w maju 1945 r. przez żołnierzy amerykańskich w południowoczeskich Volarach. Wśród nich był porucznik Kurt Klein, który pochodził z Niemiec i uciekł przed nazizmem do USA, podczas gdy jego rodzice zginęli w Auschwitz. Zakochali się w sobie, we wrześniu 1945 r. zaręczyli, a rok później w Paryżu wzięli ślub.

## Po wojnie
Po II wojnie światowej Weissmann-Klein wraz z mężem zamieszkała w Kenmore koło Buffalo w stanie Nowy Jork; doczekali się trójki dzieci (Leslie, Vivian i Jamesa) i ośmiorga wnucząt. W USA włączyła się w rozmaite akcje charytatywne oraz zaczęła opowiadać o swej przeszłości. Później mieszkała w stanie Arizona.
W 1957 r. wydała swoje najsłynniejsze dzieło – autobiografię All But My Life, która doczekała się 63 wydań i jest po dziś dzień wykorzystywana w szkołach i na uczelniach wyższych. Na jej podstawie w 1995 r. powstał nagrodzony Oscarem za najlepszy krótkometrażowy film dokumentalny film Ocalona pamięta (One Survivor Remembers).
Wojenne losy Weissmann przedstawione zostały również w filmie Świadectwo (Testimony), który jest częścią stałej ekspozycji Muzeum Pamięci Holocaustu w Waszyngtonie. Od 1997 r. była członkiem Rady Prezesów tego muzeum.
Przez sześć dekad przemawiała do młodzieży w każdym z 50 amerykańskich stanów i odwiedziła ze swym poselstwem nadziei, miłości i tolerancji wiele państw, spotykając się m.in. z Goldą Meir, Menachemem Beginem, Eleanor Roosevelt, Harrym Trumanem i Billem Clintonem. Znalazła się, obok m.in. F.D. Roosevelta, M.L. Kinga i R. Reagana, na okładce prestiżowego podręcznika The Americans wydawnictwa McDougall-Littell. W uznaniu jej działalności została wybrana, by przemówić przed ONZ 27 stycznia 2006 r., podczas pierwszych obchodów Międzynarodowego Dnia Pamięci o Ofiarach Holokaustu.
W 1996 r. odznaczona została Izraelską Nagrodą Lwa Judy, a w roku 2010 z rąk Baracka Obamy otrzymała Medal Wolności za wytrwałe nauczanie świata, jak w chwilach beznadziei odkryć rozmiar swej siły i głębię swej miłości.
W 2008 r. Weissmann-Klein założyła Citizenship Counts – organizację pozarządową, stawiającą sobie za cel uświadamianie studentów w dziedzinie praw i obowiązków obywatela oraz zachęcanie do służby społecznej.
Ważnym rozdziałem w jej życiu było wyzwolenie przez przyszłego męża, Kurta Kleina, i losy ich znajomości do ślubu w 1946 roku. Z opowieścią o tym występowała w programach telewizyjnych, m.in. w show Oprah Winfrey, 60 Minutes i CBS Sunday Morning. Wydane wraz z Kleinem w 2001 r. The Hours After: Letters of Love and Longing in War’s Aftermath to przejmujący zbiór prowadzonej przez nich po wojnie korespondencji. Uhonorowani za to zostali doktoratem honoris causa Chapman University.